# Daktaal
Een daktaal (Duits: Dachsprache) is in de dialectologie een taal die een groep verschillende dialecten overspant en daarmee de standaardtaal vormt. Door de aanwezigheid van een daktaal is de neiging tot het homogeniseren van de verschillende dialecten binnen het taalgebied over het algemeen groot.
Het begrip 'daktaal' wordt daarnaast gebruikt als een taal de enige officiële taal is binnen een gebied waar ook streektalen worden gesproken die weliswaar als afzonderlijke talen worden beschouwd, maar als zodanig nauw verwant zijn aan de daktaal. Het Nederlands, Duits en Frans zijn voorbeelden van daktalen die zowel dialecten als een aantal zeer nauw verwante streektalen binnen hetzelfde taalgebied overspannen. Een problematische situatie geldt voor het Platdiets, een met name aan het Limburgs verwant dialect dat gesproken wordt in het noordoosten van de Belgische provincie Luik, maar dat bestuurlijk onder het Waals gewest valt.
Voor het Engels geldt het begrip daktaal in mindere mate, omdat de streektalen die binnen het Verenigd Koninkrijk naast het Engels worden gesproken (Schots, Gaelisch), minder nauw verwant zijn aan de officiële standaardtaal, dan voor de binnen de grenzen van Nederland, Duitsland en Frankrijk gesproken streektalen het geval is. Het bekendste voorbeeld van een daktaal is waarschijnlijk het Modern Standaard Arabisch, dat alle variëteiten van het Arabisch overkoepelt, hoewel de sprekers van sommige variëteiten elkaar onderling niet eens verstaan.
Daktalen kunnen ook uitsluitend hypothetisch zijn (zie ook reconstructie). Zo opperde de Zwitserse taalkundige Heinrich Schmid in 1982 dat de meeste Reto-Romaanse talen werden overspannen door een en dezelfde taal die hij "Rumantsch Grischun" noemde.
De aanwezigheid van een daktaal houdt over het algemeen ook de aanwezigheid van diglossie in.